# Mauth

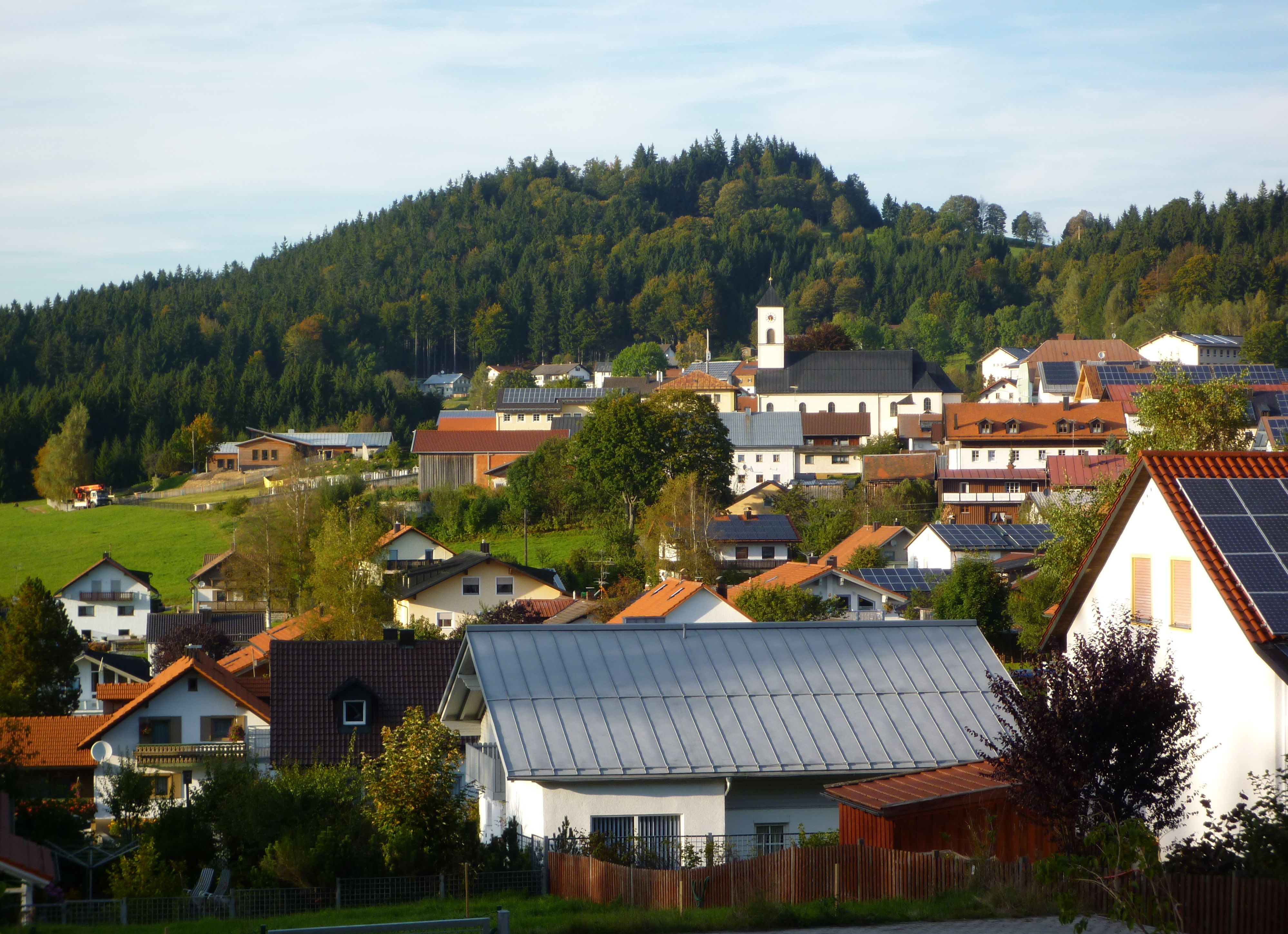
Ortsansicht von Süden

Mauth ist eine Gemeinde im niederbayerischen Landkreis Freyung-Grafenau. Der gleichnamige Hauptort ist ein staatlich anerkannter Erholungsort.

## Geografie

### Geografische Lage
Die Gemeinde in der Region Donau-Wald im Bayerischen Wald liegt unmittelbar am Rand des Nationalparks Bayerischer Wald. Der Gemeindeteil Finsterau, 1000 Meter hoch gelegen, zählt zu den abgelegensten Dörfern im Bayerischen Wald. Dort befindet sich auf 1130 Meter Höhe ein Grenzübergang nach Bučina in Tschechien für Fußgänger und Radfahrer. Busse des Nationalparks fahren bis zum Grenzübergang. Dieser kann auch mit dem Privatfahrzeug erreicht werden, jedoch ist die Zufahrt von 9 bis 18 Uhr untersagt. Mauth selbst liegt zehn Kilometer nördlich von Freyung, 20 Kilometer nordöstlich von Grafenau und rund 44 Kilometer von Passau entfernt.

### Nachbargemeinden
- Freyung
- Hinterschmiding
- Hohenau
- Philippsreut

### Gemeindegliederung
Es gibt elf Gemeindeteile (in Klammern ist der Siedlungstyp angegeben):
- Annathal (Dorf)
- Bärnbachruhe (Einöde)
- Finsterau (Pfarrdorf)
- Heinrichsbrunn (Dorf)
- Hohenröhren (Dorf)
- Mauth (Pfarrdorf)
- Neuhütte (Weiler)
- Spicking (Siedlung)
- Tummelplatz (Einöde)
- Vierhäuser (Dorf)
- Zwölfhäuser (Dorf)

Es gibt die Gemarkungen Annathal, Mauth und Finsterau.

## Geschichte

### Bis zum 19. Jahrhundert
Am oberen Goldenen Steig entstanden zwischen 1687 und 1724 die Ortschaften der Gemeinde. Mauth kam mit dem größten Teil des Hochstifts Passau 1803 an den Erzherzog Ferdinand von Toskana. Seit den Friedensverträgen von Brünn und Preßburg 1805 gehört der Ort zu Bayern.
Die Gemeinde Mauth wurde 1811 gebildet mit den Siedlungen Finsterau, Heinrichsbrunn, Hohenröhren, Mauth, Waldmühl (Holzapfelmühl) und Zwölfhäuser. Das Gemeindeedikt von 1818 wies die Siedlungen Fürstenhütte (Neuhütte) und Vierhäuser dazu. 1825 traten als weitere Ortsteile Neuhäusler und Neuhüttenmühle auf. Spätestens 1841 waren Fürstenhütte und Neuhäusler zum Ortsteil Neuhütte verschmolzen. Aus den Siedlungen Finsterau und Heinrichsbrunn wurde mit Wirkung vom 1. Januar 1900 die neue Gemeinde Finsterau abgetrennt.

### 20. Jahrhundert
Nach der Einstellung der Holznutzung im 1970 gegründeten Nationalpark Bayerischer Wald entwickelte sich die Gemeinde immer mehr zum Urlaubsort.

### Eingemeindungen
Mit Wirkung vom 1. Januar 1946 wurden mit der Auflösung der Gemeinde Annathal die Orte Annathal, Annathalmühle, Bärnbachruhe und Müllersreut (Raumreut) dem Gemeindegebiet angeschlossen. Im Zuge der Gebietsreform in Bayern kam die Gemeinde Finsterau am 1. Januar 1978 wieder zur Gemeinde Mauth.

### Einwohnerentwicklung
Zwischen 1988 und 2018 sank die Einwohnerzahl von 2461 auf 2251 um 210 Einwohner bzw. um 8,5 %.
- 1961: 2446 Einwohner
- 1970: 2552 Einwohner
- 1987: 2478 Einwohner
- 1991: 2658 Einwohner
- 1995: 2671 Einwohner
- 2000: 2597 Einwohner
- 2005: 2529 Einwohner
- 2010: 2371 Einwohner
- 2015: 2306 Einwohner

## Politik

### Gemeinderat
Die Gemeinderatswahlen seit 2014 ergaben folgende Stimmenanteile und Sitzverteilungen:
| Partei/Liste     | 2020  | 2020  | 2014  | 2014  |
| Partei/Liste     | %     | Sitze | %     | Sitze |
| ---------------- | ----- | ----- | ----- | ----- |
| CSU              | 63,99 | 9     | 68,41 | 10    |
| SPD/Freie Wähler | 36,01 | 5     | 31,59 | 4     |

### Bürgermeister
Erster Bürgermeister ist Heiner Kilger (CSU). Er folgt auf Ernst Kandlbinder (CSU), welcher sich aufgrund gesundheitlicher Gründe zurückgezogen hat. Er war seit 17. März 2014 Nachfolger von Max Gibis (CSU).
| - Wilhelm (bis 1881) - Maurer (1881–1887) - Stemp (1887–1893) - Degenhart (1893–1900) - Ferdinand Preißler (1900–1921) - Heinrich Hackl (1921–1930) - Franz Geißinger (1930–1945) - Johann Krickl (1945–1948) | - Josef Eder (1948–1952) - Karl Fuchs (1952–1961) - Johann Kilger (1961–1967) - Johann Geißinger (1967–1978) - Leopold Graf (1978–1993) - Werner Brandhofer (1993–2005) - Max Gibis (2005–2014) |

### Finanzen

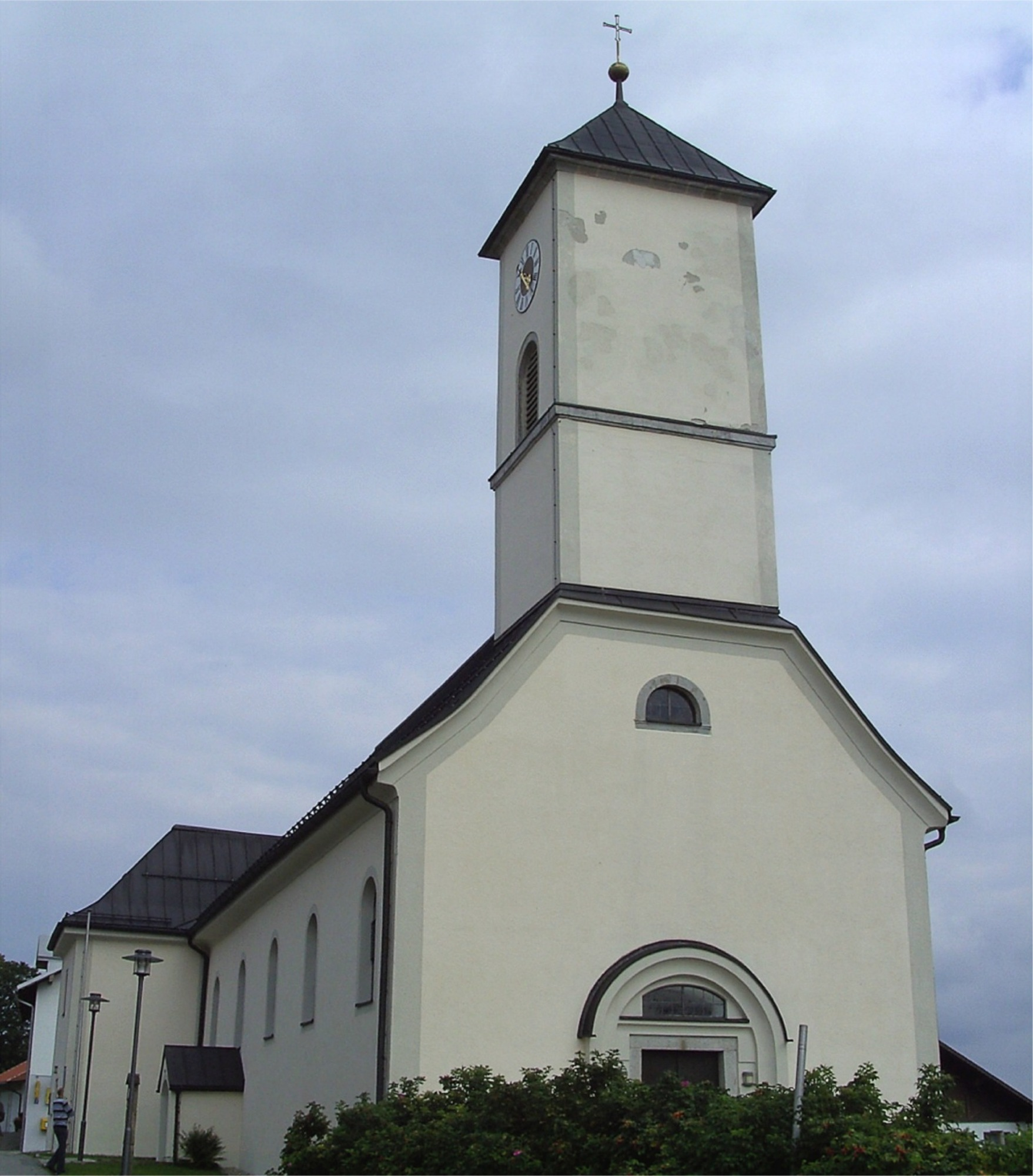
Die katholische Pfarrkirche St. Leopold in Mauth

Die Gewerbesteuereinnahmen betrugen im Jahr 2012 etwa 270.000 €

### Wappen
| Wappen Gde. Mauth | Blasonierung: „Über goldenem Dreiberg, darauf eine aus dem unteren Schildrand wachsende schwarze Hellebarde, gespalten; vorne dreimal geteilt von Silber und Blau, hinten Rot.“ |
| Wappen Gde. Mauth | |

## Kultur und Sehenswürdigkeiten

### Museen
- Freilichtmuseum Finsterau
- Otterhaus Bayern[12]

### Grünflächen und Naherholung
- Reschbachtal mit Planetenweg
- Naturbadesee Mauth (Parkplatz Dreikönigsloipe)
- Felswanderweg (Rastplatz Jägerstraßl)

### Sport
- Dreikönigsloipe, Länge 20 km

### Regelmäßige Veranstaltungen

#### Historische Feste
Alle drei Jahre am 2. August-Wochenende findet in Mauth das Heimatfest statt. Beim traditionellen Heimatfest können die Besucher altes Brauchtum und Sitten miterleben.

## Wirtschaft und Infrastruktur

### Wirtschaft einschließlich Land- und Forstwirtschaft
Es gab 1998 im Bereich der Land- und Forstwirtschaft keine, im Produzierenden Gewerbe 128 und im Bereich Handel und Verkehr keine sozialversicherungspflichtig Beschäftigte am Arbeitsort. In sonstigen Wirtschaftsbereichen waren am Arbeitsort 111 Personen sozialversicherungspflichtig beschäftigt. Sozialversicherungspflichtig Beschäftigte am Wohnort gab es insgesamt 789. Im verarbeitenden Gewerbe gab es sechs Betriebe, im Bauhauptgewerbe einen Betrieb. Zudem bestanden im Jahr 1999 127 landwirtschaftliche Betriebe mit einer landwirtschaftlich genutzten Fläche von 899 ha. Davon waren 893 ha Dauergrünfläche.

### Bildung
Im Jahr 2007 gab es einen Kindergarten mit 50 Plätzen und eine Grundschule mit vier Lehrern und 100 Schülern.